# Gartarveån
Gartarveån is een van de (relatief) kleine riviertjes die de Zweedse provincie Gotlands län rijk is. Het riviertje is ongeveer 6 kilometer lang. Het riviertje ontstaat nabij de oude boerderij/annex gehucht Gartave.Ze stroomt van zuid naar noord, de Oostzee in. Ze mondt uit in dezelfde baai als de Histillesån. De waterweg stroomt vanaf een hoogte van 23 meter door moerassen en bos naar zeeniveau. 